# Пенетрантність
Пенетрантність (від лат. penetro — проникаю, досягаю), кількісний показник фенотипової мінливості прояву гена. Вимірюється (зазвичай в %) відношенням числа особин, в яких даний ген виявився в фенотипі, до загального числа особин, в генотипі яких цей ген присутній в необхідному для його прояву стані (гомозиготному — в разі рецесивних генів або гетерозиготному — в разі домінантних генів). Прояв гена у 100% особин з відповідним генотипом називається повною пенетратністю, в інших випадках — неповною. Неповна пенетрантність властива прояву багатьох генів людини, тварин, рослин і мікроорганізмів. Наприклад, деякі спадкові хвороби людини розвиваються лише в частини осіб, в генотипі яких присутній аномальний ген; в інших же спадковий нахил до хвороби залишається нереалізованим. Неповна пенетрантність гена обумовлена складністю і багатоступінчастістю процесів, що протікають від первинної дії генів на молекулярному рівні до формування кінцевих ознак на рівні цілісного організму. Пенетрантність гена може варіювати в широких межах залежно від генотипічного середовища . Шляхом селекції можна отримувати лінії особин із її заданим рівнем. Середній рівень пенетрантності залежить також від умов середовища. 